# Acanthocanthopsis quadrata
Acanthocanthopsis quadrata is een eenoogkreeftjessoort uit de familie van de Chondracanthidae. De wetenschappelijke naam van de soort is voor het eerst geldig gepubliceerd in 1945 door Heegard.